# 한반도 신뢰프로세스
한반도 신뢰프로세스는 박근혜 정부의 대북정책 중의 하나이다.

## 개요
튼튼한 안보를 바탕으로 남북간 신뢰를 형성함으로써 남북관계를 발전시키고, 한반도에 평화를 정착시키며, 나아가 통일의 기반을 구축하려는 정책이다. 이는 한양대 정치외교학과 교수였던 류길재 통일부장관이 2011년 국가미래연구원에 참여하며 박근혜 대선후보의 대북정책 입안에 기여하는 것에서 출발하였다. 박근혜 대통령은 대선 후보 시절 통일에 관련된 공약을 내세우며, 신뢰와 비핵화 진전에 따라 한반도 경제공동체 건설을 위한 ‘비전 코리아 프로젝트’ 추진하겠다고 밝힌 바 있다. 또한 당선 이후 통일대박론을 주창하였다.

## 지향점
① 악순환을 단절하고, 북한을 국제사회의 책임있는 일원으로 견인
북한의 도발→위기→타협→보상→도발의 악순환이 반복됨으로써 불안정한 평화와 대결구도가 지속되는 남북관계 타파
도발에는 강력히 대응하고, 국제적 기준과 모든 합의를 준수하는 관행을 만들어 지속가능한 평화를 구축하려는 목표를 갖는다.
② 북한 핵문제 등 한반도 안보위기의 근원적 해결
지난 20여 년간 우리 정부와 국제사회의 노력에도 불구하고 악화된 북한 핵문제 해결 필요성 증대
신뢰 부재 상황에서의 일시적 해법으로는 북한 핵문제의 해결이 어려운 만큼 신뢰를 형성하여 근원적 해결을 추구한다.
③ 과거 대북정책의 장점을 수용, 통합적 접근 모색
대화ㆍ교류 중심의 포용정책과 원칙 중심의 대북정책 모두 북한의 의미있는 변화를 이끌지 못했으며, 핵개발 및 도발 저지에 한계
기존 대북정책의 한계를 극복하기 위해 새로운 접근법을 구사해야 할 시점이며, 이는 대북정책을 둘러싼 갈등 해소에도 기여한다.

## 주요 내용
추진 목표는 다음과 같다.
1. 남북관계 발전:상식과 국제규범이 통하는 새로운 남북관계 정립 호혜적 교류ㆍ협력과 남북간 공동이익의 확대를 통해 경제ㆍ사회문화 공동체 건설 추구.
2. 한반도 평화정착:남북협력과 국제협력의 균형을 통해 북한의 비핵화 달성 남북간 정치ㆍ군사적 신뢰를 증진시켜 지속가능한 평화 정착.
3. 통일기반 구축:통일을 주도적으로 이끌 수 있고, 실질적으로 대비할 수 있는 우리 사회의 역량 확충 한반도 통일 과정이 국제사회와의 협력을 통해 이뤄지는 것이며, 한반도와 국제사회 모두 윈-윈(win-win)하는 것임을 실감할 수 있게 함.

## 반응
북한은 통일대박론 주장에 매우 신경질적으로 반응하였으며, 책자까지 출판하여 이를 반박하였다.

## 같이 보기
- 박근혜 정부
- 외교 정책